# Liste de personnalités du football décédées en 2014
Cet article présente une liste de personnalités du monde du football décédées au cours de l'année 2014.
Plus d'informations : Liste exhaustive de personnalités du football décédées en 2014.

## Janvier
- 1er janvier : décès à 79 ans de Jaffar Namdar, arbitre international iranien[1].
- 1er janvier : décès à 90 ans de Josep Seguer, international espagnol ayant remporté 5 Championnat d'Espagne et 3 Coupe d'Espagne devenu entraîneur[2].
- 5 janvier : décès à 71 ans d'Eusébio da Silva Ferreira, international portugais  ayant remporté le Ballon d'or 1965, la Coupe d'Europe des Clubs Champions 1962, 11 Champion du Portugal, 5 Coupe du Portugal et le Championnat du Mexique 1976[3]
- 5 janvier : décès à 85 ans de Mustapha Zitouni, international français et algérien devenu entraîneur[4].
- 7 janvier : décès à 51 ans de Vilard Normcharoen, international thaïlandais[5].
- 8 janvier : décès à 90 ans de Charles Casali, international suisse ayant remporté la Coupe de Suisse 1953 devenu entraîneur[6].
- 13 janvier : décès à 82 ans de Bobby Collins, international écossais ayant remporté le Championnat d'Écosse 1954 et 2 Coupe d'Écosse devenu entraîneur[7].
- 17 janvier : décès à 86 ans de Holger Hansson, international suédois ayant remporté la médaille de bronze aux Jeux olympiques de 1952.
- 19 janvier : décès à 93 ans de Bert Williams, international anglais ayant remporté 3 Championnat d'Angleterre et la Coupe d'Angleterre 1949[8].
- 21 janvier : décès à 54 ans de Riadh El Fahem, international tunisien ayant remporté 2 Championnat de Tunisie[9].
- 21 janvier : décès à 55 ans de Georgi Slavkov, international bulgare[10].
- 22 janvier : décès à 92 ans de Robert Domergue, joueur puis entraîneur français[11].
- 23 janvier : décès à 60 ans de Béla Várady, international hongrois ayant remporté la médaille d'argent aux Jeux olympiques d'été de 1972[12].
- 24 janvier : décès à 49 ans d'Abdelkader El Brazi, international marocain[13].
- 26 janvier : décès à 69 ans de Lajos Németh, joueur puis arbitre international hongrois[14].
- 28 janvier : décès à 92 ans de José Luis Bilbao, joueur espagnol ayant remporté le championnat d'Espagne 1943 et 4 Coupe d'Espagne[15].

## Février
- 1er février : décès à 75 ans de Luis Aragonés, international espagnol ayant remporté comme joueur 3 Championnats d'Espagne, 2 Coupe d'Espagne puis comme entraîneur la Coupe intercontinentale 1974, le Championnat d'Espagne 1977 et 4 Coupe d'Espagne. Il fut également sélectionneur de son pays avec qui il remporta le Championnat d'Europe 2008[16].
- 1er février : décès à 90 ans de Stefan Boskov, international bulgare ayant remporté la médaille de bronze aux Jeux olympiques 1956, 10 Championnat de Bulgarie, 3 Coupe de Bulgarie puis devint entraîneur et sélectionneur de son pays avec qui il remporta la médaille d'argent aux Jeux olympiques 1968[17].
- 4 février : décès à 40 ans de Dennis Lota, international zambien ayant remporté le Championnat d'Afrique du Sud 2001 et le Championnat de Tunisie 2003[18].
- 5 février : décès à 82 ans de Carlos Borges, international uruguayen[19].
- 8 février : décès à 57 ans de Philippe Mahut, international français[20].
- 8 février : décès à 25 ans de Maicon, joueur brésilien ayant remporté le Championnat d'Ukraine 2013 et la Coupe de Roumanie 2011[21].
- 13 février : décès à 85 ans de Jimmy Jones, international nord-irlandais ayant remporté 4 Championnat d’Irlande du Nord et 2 Coupe d’Irlande du Nord[22].
- 13 février : décès à 76 ans de Richard Møller Nielsen, joueur danois devenu entraîneur et sélectionneur de son pays, de la sélection finlandaise et israélienne[23].
- 14 février : décès à 91 ans de Tom Finney, international anglais[24].
- 19 février : décès à 62 ans d'Antonio Benítez, international espagnol ayant remporté la Coupe d'Espagne 1977[25].
- 19 février : décès à 57 ans de Norbert Beuls, joueur belge[26].
- 25 février : décès à 78 ans de Mário Coluna, international portugais ayant remporté comme joueur 2 Coupe d’Europe des clubs champions, 10 Championnat du Portugal, 2 Coupe du Portugal puis comme entraîneur 2 Championnat du Mozambique et la Coupe du Mozambique 1984. Il fut également président de la Fédération Mozambiquaine de football[27].
- 26 février : décès à 75 ans de Dezső Novák, international hongrois ayant remporté comme joueur la médaille d'or aux Jeux olympiques 1964 et Jeux olympiques 1968, la médaille de bronze aux Jeux olympiques 1960, la Coupe des villes de foire 1965, 4 Championnat de Hongrie, la Coupe de Hongrie 1972 puis comme entraîneur 3 Championnat de Hongrie et la Coupe de Hongrie 1995[28].
- 28 février : décès à 30 ans de Kevon Carter, international trinidadien ayant remporté le Championnat de Trinité-et-Tobago 2011[29].

## Mars
- 4 mars : décès à 59 ans de László Fekete, international hongrois[30].
- 10 mars  : décès à 80 ans de Georges Lamia, international français ayant remporté le Championnat de France 1959 et  la Coupe de France 1965[31].
- 12 mars : décès à 87 ans d'Isidro Flotats, joueur espagnol ayant remporté 2 Coupe des villes de foires, 3 Championnat d'Espagne et 3 Coupe d'Espagne[32].
- 12 mars : décès à 100 ans de René Llense, international français ayant remporté le Championnat de France 1934 et la Coupe de France 1934[33].
- 13 mars : décès à 78 ans d'Angelo Martino Colombo, joueur italien ayant remporté le Championnat d'Italie 1967[34].
- 13 mars : décès à 40 ans de Petar Miloševski, international macédonien[35].
- 14 mars : décès à 83 ans de Manuel Torres, joueur espagnol ayant remporté la Coupe d'Europe des clubs champions 1957 et le Championnat d'Espagne 1957[36].
- 17 mars : décès à 76 ans de Mohamed Salah Jedidi, international tunisien ayant remporté 2 Championnat de Tunisie et 4 Coupe de Tunisie[37].
- 18 mars : décès à 77 ans de Tivadar Monostori, international hongrois devenu entraîneur et sélectionneur de son pays et des Emirats Arabes Unis[38].
- 19 mars : décès à 80 ans d'Enrique Ribelles, joueur espagnol ayant remporté 4 Coupe des villes de foires, 2 Championnat d'Espagne et la Coupe d'Espagne 1959[39].
- 20 mars : décès à 83 ans de Hilderaldo Luís Bellini, international brésilien ayant remporté la Coupe du monde 1958 et la Coupe du monde 1962[40].
- 22 mars : décès à 78 ans de Miché, joueur espagnol ayant remporté la Coupe des clubs champions 1959 et le Championnat d'Espagne 1961[41].
- 23 mars : décès à 80 ans de Norbert Delmulle, joueur belge ayant remporté la Coupe de Belgique 1964[42].
- 26 mars : décès à 79 ans de Raymond Hild, joueur puis entraîneur français[43].
- 29 mars : décès à 86 ans de Lelio Antoniotti, joueur italien[44].

## Avril
- 2 avril : décès à 67 ans de Taha Basry, international égyptien puis entraîneur ayant remporté la Coupe d'Egypte 2005[45].
- 11 avril : décès à 89 ans de Rolando Ugolini, joueur italien[46].
- 16 avril : décès à 85 ans d'Aulis Rytkönen, international finlandais ayant remporté la Coupe de France 1957 devenu entraîneur et sélectionneur de son pays[47].
- 24 avril : décès à 65 ans de Sandy Jardine, international écossais ayant remporté la Coupe d'Europe des vainqueurs de coupe 1972, 3 Championnat d'Écosse et 5 Coupe d'Écosse devenu entraîneur[48].
- 25 avril : décès à 45 ans de Tito Vilanova, joueur espagnol devenu entraîneur ayant remporté le Championnat d'Espagne 2013[49].
- 27 avril : décès à 82 ans de Vujadin Boškov, international yougoslave ayant remporté la médaille d'argent des Jeux olympiques de 1952 devenu entraîneur ayant remporté la Coupe d'Europe des vainqueurs de coupe 1990, le championnat d'Italie 1991, 2 Coupe d'Italie, le championnat de Yougoslavie 1966, la Coupe des Pays-Bas 1975, le championnat d'Espagne 1980 et la Coupe d'Espagne 1980. Il fut également sélectionneur de la Yougoslavie et de la Serbie[50].
- 29 avril : décès à 68 ans de Tahar Chaïbi, international tunisien ayant remporté 4 Championnat de Tunisie et 7 Coupe de Tunisie[51].

## Mai
- 1er mai : décès à 63 ans de Juan de Dios Castillo, joueur méxicain devenu entraîneur ayant remporté 2 Championnat du Honduras. il fut également sélectionneur du Honduras et du Salvador[52].
- 4 mai : décès à 89 ans de Roger Orengo, joueur puis entraîneur français.
- 10 mai : décès à 88 ans de Yeso Amalfi, joueur brésilien ayant remporté le Championnat d'Uruguay 1949 et le Championnat de France 1951[53].
- 12 mai : décès à 80 ans de Pál Orosz, joueur hongrois ayant remporté la médaille de bronze aux Jeux olympiques de 1960 devenu entraîneur[54].
- 13 mai : décès à 81 ans de Máximo Alcócer, international bolivien ayant remporté la Copa América 1963 et 6 Championnat de Bolivie[55].
- 16 mai : décès de Benaouda Boudjellal, joueur algérien devenu entraîneur[56].
- 21 mai : décès à 55 ans de Duncan Cole, international néo-zélandais ayant remporté le championnat de Nouvelle-Zélande 1977 et 2 Coupe de Nouvelle-Zélande[57].
- 22 mai : décès à 64 ans de Paolo Viganò, joueur italien[58].
- 23 mai : décès à 67 ans de Joel Camargo, international brésilien ayant remporté la Coupe du monde 1970 et 2 Coupe du Brésil[59].
- 28 mai : décès à 82 ans de Pierre Bernard, international français ayant remporté 2 Championnat de France et la Coupe de France 1961[60].
- 29 mai : décès à 75 ans de Richard Dürr, international suisse ayant remporté 2 championnat de Suisse et 2 Coupe de Suisse devenu entraîneur[61].

## Juin
- 1er juin : décès à 62 ans de Marinho Chagas, international brésilien[62].
- 2 juin : décès à 77 ans de Guennadi Goussarov, international soviétique ayant remporté 2 Championnat d'URSS et 2 Coupe d'URSS[63].
- 4 juin : décès à 83 ans de Walter Winkler, international polonais ayant remporté le Championnat de Pologne 1962 comme joueur devenu entraîneur[64].
- 7 juin : décès à 36 ans de Fernandão, international brésilien ayant remporté comme joueur la Copa Libertadores 2006 devenu entraîneur[65].
- 10 juin : décès à 53 ans de Sebastián Alabanda, international espagnol ayant remporté la Coupe d'Espagne 1977[66].
- 11 juin : décès à 69 ans de Juan López Hita, international espagnol[67].
- 12 juin : décès à 34 ans de Nabil Hemani, international algérien ayant remporté 3 Championnat d'Algérie et la Coupe d'Algérie 2010[68].
- 12 juin : décès à 89 ans d'Émile Legangnoux, joueur français[69].
- 13 juin : décès à 88 ans de Gyula Grosics, international hongrois ayant remporté comme joueur les Jeux olympiques de 1952 devenu entraîneur et sélectionneur du Koweït[70].
- 13 juin : décès à 90 ans de Kurt Neumann, joueur allemand[71].
- 14 juin : décès à 36 ans de Tico, joueur brésilien[72].
- 15 juin : décès à 75 ans de Giancarlo Danova, joueur italien ayant remporté 3 Championnat d'Italie devenu entraineur[73].
- 17 juin : décès à 90 ans de Jorge Romo, international mexicain[74].
- 19 juin : décès à 28 ans d'Ibrahim Touré, joueur ivoirien[75].
- 21 juin : décès à 25 ans d'Alexandre Chadrine, international ouzbek[76].
- 25 juin : décès à 87 ans de Harry Arlt, joueur allemand devenu entraîneur[77].

## Juillet
- 2 juillet : décès à 75 ans d'Enrique Labo Revoredo, arbitre international péruvien[78].
- 3 juillet : décès à 78 ans de Hadj Abdelkader Ould El Bey, international algérien.
- 7 juillet : décès à 88 ans d'Alfredo Di Stéfano, international argentin et espagnol ayant remporté 2 Ballon d'or, la Coupe intercontinentale 1960, la Copa América 1947, 5 Coupe d'Europe des clubs champions, 8 championnat d'Espagne, la Coupe d'Espagne 1962, 2 championnat d'Argentine et 3 championnat de Colombie. Il fut également entraîneur ayant remporté la Coupe d'Europe des vainqueurs de coupes 1980, 2 championnat d'Argentine, la Coupe d'Argentine 1969 et le championnat d'Espagne 1971[79].
- 16 juillet : décès à 83 ans de Julio Abbadie, international uruguayen ayant remporté 6 championnat d'Uruguay[80].
- 16 juillet : décès à 84 ans d'Armando Marques, arbitre international brésilien[81].
- 28 juillet : décès à 89 ans d'Alex Forbes, international écossais ayant remporté le Championnat d'Angleterre 1953 et la Coupe d'Angleterre 1950[82].

## Août
- 1er août : décès à 41 ans de Valentin Belkevich, international biélorusse ayant remporté 5 championnat de Biélorussie, 2 Coupe de Biélorussie, 9 championnat d'Ukraine, 8 Coupe d'Ukraine et 4 Coupe de la CEI[83].
- 7 août : décès à 88 ans de Luis Suárez, international péruvien ayant remporté 2 Championnat du Pérou.
- 11 août : décès à 70 ans de Sid Ali Amar, international algérien ayant remporté 4 Championnat d'Algérie et 3 Coupe d'Algérie.
- 11 août : décès à 85 ans de Vladimir Beara, international yougoslave ayant remporté la médaille d'argent des Jeux olympiques 1952,7 Championnat de Yougoslavie et 2 Coupe de Yougoslavie devenu entraîneur et sélectionneur du Cameroun[84].
- 12 août : décès à 85 ans de Kazimierz Trampisz, international polonais ayant remporté 2 Championnat de Pologne[85].
- 13 août : décès à 88 ans de Süleyman Seba, joueur et dirigeant turc[86].
- 13 août : décès à 85 ans de Kurt Tschenscher, arbitre international allemand[87].
- 14 août : décès à 83 ans de Géza Gulyás, joueur hongrois[88].
- 15 août : décès à 84 ans de Ferdinando Riva, international Suisse devenu entraîneur[89].
- 18 août : décès à 76 ans de Jean Nicolay, international belge ayant remporté 4 Championnat de Belgique et 2 Coupe de Belgique[90].
- 20 août : décès à 72 ans d'Eric Barber, international irlandais ayant remporté le Championnat d'Irlande 1962 et 2 Coupe d'Irlande devenu entraîneur[91].
- 23 août : décès à 24 ans d'Albert Ebossé Bodjongo, joueur camerounais ayant remporté le Championnat du Cameroun 2010[92].
- 27 août : décès à 66 ans de Jean-François Beltramini, joueur français[93].
- 27 août : décès à 67 ans de Jean-Paul Lecanu, joueur Français[94].
- 28 août : décès à 81 ans de Carlos Alberto Etcheverry, joueur argentin devenu entraîneur[95].

## Septembre
- 5 septembre : décès à 87 ans d'Ali Doudou, joueur algérien ayant remporté le Championnat d'Algérie 1964[96].
- 8 septembre : décès à 91 ans de Désiré Carré, international français ayant remporté 2 Championnat de France[97].
- 8 septembre : décès à 83 ans de Norberto Conde, international argentin ayant remporté la Copa América 1955[98].
- 10 septembre : décès à 81 ans d'António Garrido, arbitre international portugais[99].
- 10 septembre : décès à 85 ans de Károly Sándor, international hongrois ayant remporté 3 Championnat de Hongrie et la Coupe de Hongrie 1952[100].
- 12 septembre : décès à 89 ans d'Henri-Gérard Augustine, joueur puis entraineur français[101].
- 13 septembre : décès à 76 ans de Milan Galić, international yougoslave ayant remporté la médaille d'or aux Jeux olympiques de 1960, 4 Championnat de Yougoslavie, 2 Championnat de Belgique et la Coupe de Belgique en 1967[102].
- 17 septembre : décès à 41 ans d'Andriy Husin, international ukrainien ayant remporté 7 championnat d'Ukraine et 4 Coupe d'Ukraine[103].
- 22 septembre : décès à 91 ans de Fernando Cabrita, international portugais devenu entraîneur ayant remporté le Championnat du Portugal 1968 et le Championnat du Maroc 1988[104].
- 26 septembre : décès à 75 ans de Mohamed Bhaïja, international marocain[105].

## Octobre
- 3 octobre : décès à 83 ans de Jean-Jacques Marcel, international français[106].
- 4 octobre : décès à 55 ans de Fiodor Tcherenkov, international Soviétique ayant remporté la médaille de bronze aux Jeux olympiques 1980, 3 Championnat d'Union soviétique et le Championnat de Russie 1993[107].
- 6 octobre : décès à 81 ans de Feridun Buğeker, international turc[108].
- 6 octobre : décès à 38 ans de Serhiy Zakarlyuka, international ukrainien[109].
- 9 octobre : décès à 87 ans de Henning Bjerregaard, international danois.
- 11 octobre : décès à 80 ans de Carmelo Simeone, international argentin ayant remporté la Copa América 1959 et 3 Championnat d'Argentine[110].
- 12 octobre : décès à 70 ans de Roberto Telch, international argentin[111].
- 13 octobre : décès à 33 ans de Pontus Segerström, joueur suédois ayant remporté le Championnat de Norvège 2008[112].
- 17 octobre : décès à 78 ans de Gero Bisanz, joueur allemand devenu sélectionneur de l'équipe d'Allemagne féminine ayant remporté 3 Championnat d'Europe féminin[113].
- 17 octobre : décès à 38 ans de Daisuke Oku, international japonais ayant remporté la Coupe d'Asie des nations 2000 et le Championnat du Japon 2004[114].
- 21 octobre : décès à 92 ans de Carl-Johan Franck, joueur suédois[115].
- 23 octobre : décès à 83 ans d'André Piters, international belge ayant remporté 2 Championnat de Belgique et la Coupe des Pays-Bas 1964[116].
- 24 octobre : décès à 91 ans de Roberto Drago, international péruvien ayant remporté 3 Championnat du Pérou devenu entraîneur[117].
- 26 octobre : décès à 30 ans de Senzo Meyiwa, international sud-africain ayant remporté 2 Championnat d'Afrique du Sud et la Coupe d'Afrique du Sud 2011[118].
- 27 octobre : décès à 79 ans de Leif Skiöld, international suèdois ayant remporté le Championnat de Suède 1964 devenu entraîneur[119].
- 27 octobre : décès à 88 ans de Reidar Sundby, international norvégien devenu entraineur.
- 29 octobre : décès à 56 ans de Rainer Hasler, joueur liechtensteinois ayant remporté le Championnat de Suisse 1985 et la Coupe de Suisse 1984[120].
- 29 octobre : décès à 46 ans de Klas Ingesson, international suédois ayant remporté 2 Championnat de Suède devenu entraineur[121].
- 31 octobre : décès à 81 ans de Patrick Partridge, arbitre international anglais[122].

## Novembre
- 1er novembre : décès à 86 ans de Gustavo Biosca, international espagnol ayant remporté la Coupe des villes de foires 1958, 3 Championnat d'Espagne et 4 Coupe d'Espagne devenu entraineur[123].
- 9 novembre : décès à 69 ans de René Gallina, joueur français[124].
- 10 novembre : décès à 75 ans de Gabriel Abossolo, joueur camerounais[125]. ans de
- 12 novembre : décès à 74 ans de Viktor Serebryanikov, international soviétique ayant remporté 5 championnat soviétique et 2 Coupe d'Union soviétique devenu entraineur[126].
- 15 novembre : décès à 30 ans de Valéry Mezague, international camerounais[127].
- 17 novembre : décès à 72 ans d'Ilija Pantelić, international yougoslave ayant remporté le Championnat de Yougoslavie 1966 et le Champion de France 1971 devenu entraineur[128].
- 26 novembre : décès à 86 ans d'Ángel Tulio Zof, joueur argentin devenu entraineur ayant remporté le championnat d'Argentine 1987[129].
- 28 novembre : décès à 94 ans de Lucidio Sentimenti, international italien[130].
- 28 novembre : décès à 70 ans de Radomir Vukčević, international yougoslave ayant remporté le Championnat de Yougoslavie 1971 et 2 Coupe de Yougoslavie[131].

## Décembre
- 7 décembre : décès à 73 ans de Jerzy Wilim, international polonais[132].
- 9 décembre : décès à 67 ans de Blagoje Paunović, international yougoslave devenu entraineur[133].
- 10 décembre : décès à 81 ans de Robert Devis, joueur français[134].
- 18 décembre : décès à 78 ans d'Ante Žanetić, international yougoslave ayant remporté la Médaille d’or aux Jeux olympiques 1960.
- 21 décembre : décès à 86 ans d'Åke Johansson, international suédois[135].
- 23 décembre : décès à 82 ans de Yordan Yosifov, international bulgare ayant remporté la médaille de bronze aux Jeux olympiques 1956 et la Coupe de Bulgarie 1952.
- 28 décembre : décès à 72 ans de Javier Fragoso, international mexicain ayant remporté le Championnat du Mexique 1966 et 2 Coupe du Mexique[136].
- 29 décembre : décès à 69 ans d'Odd Iversen, international norvégien ayant remporté 2 Championnat de Norvège[137].
- 30 décembre : décès à 62 ans de Gérard Verstraete, joueur français[138].